# Lasiommata felix
Lasiommata felix is een vlinder uit de familie van de Nymphalidae, uit de onderfamilie van de Satyrinae. De soort is voor het eerst wetenschappelijk beschreven door Georg Warnecke in een publicatie uit 1929.
De soort komt voor in Saudi-Arabië en Jemen.